# Korschenbroicher Straße 3

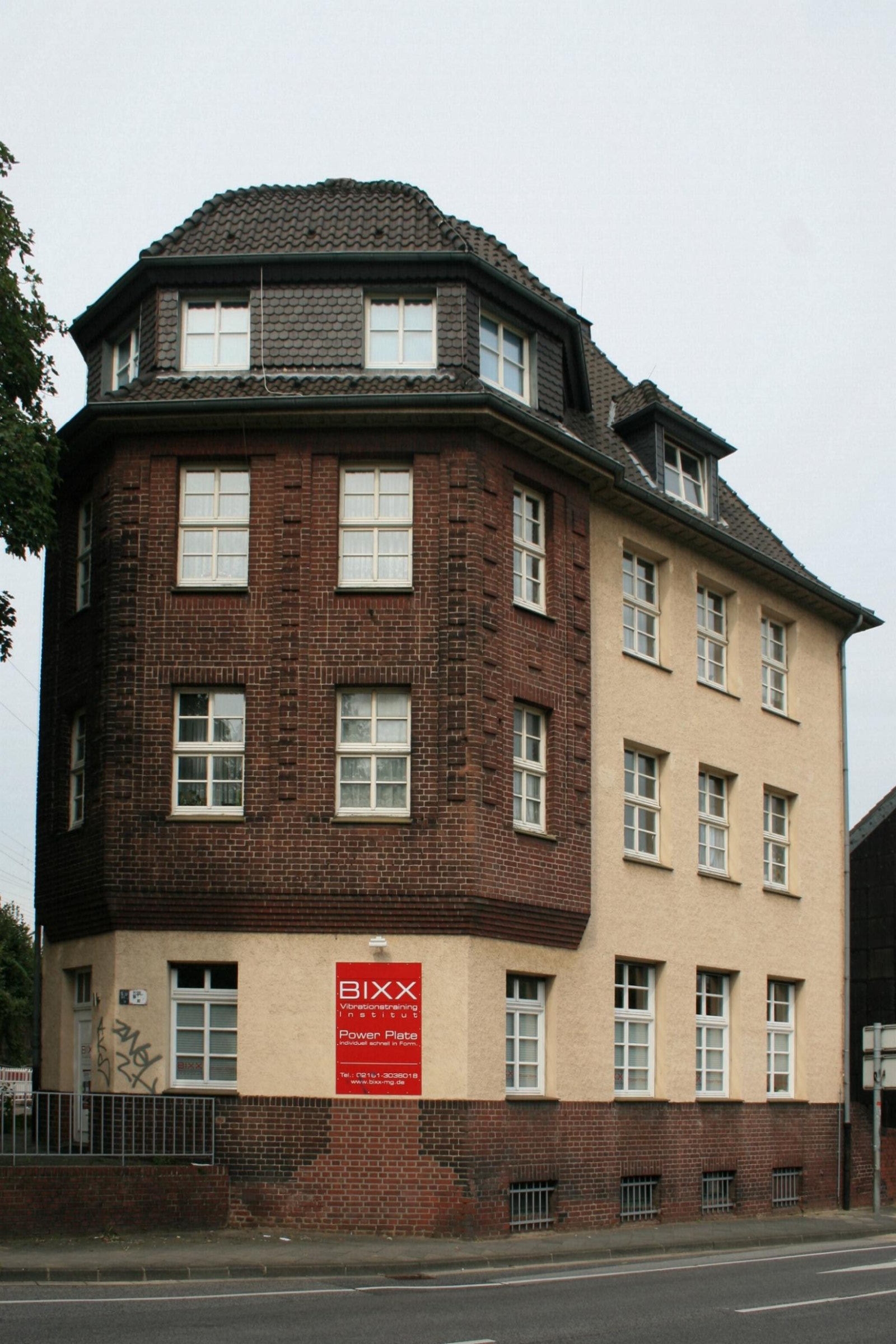
Ehemaliges Eichamt (2010)

Das ehemalige Eichamt Korschenbroicher Straße 3 steht im Stadtteil Hardterbroich-Pesch in Mönchengladbach (Nordrhein-Westfalen).
Das Gebäude wurde nach 1914/1919 erbaut. Es wurde unter Nr. K 040 am 15. März 1989 in die Denkmalliste der Stadt Mönchengladbach eingetragen.

## Lage
Das Objekt liegt als Kopfbau an der Einmündung der Jenaer Straße in die Korschenbroicher Straße direkt östlich der Gleisanlagen der Bahnstrecken Aachen–Mönchengladbach und Mönchengladbach–Stolberg.

## Architektur
Das Gebäude ist dreigeschossig und elfachsig über sechsseitigem Grundriss und unter einem steilen Ziegeldach mit überhöhendem Glockendach an der Kopfseite. Die Bauweise ist in Putz und Ziegelstein ausgeführt.